# Jakub Kamiński
Jakub Kamiński (Ruda Śląska, 5 juni 2002) is een Pools voetballer die doorgaans als linksbuiten speelt. Hij verruilde Lech Poznań in juli 2022 voor VfL Wolfsburg. Kamiński debuteerde in 2021 in het Pools voetbalelftal.

## Clubcarrière
Kamiński speelde in de jeugd van Szombierki Bytom, die hij in 2015 verruilde voor die van Lech Poznań. Hiervoor debuteerde hij op 20 september 2019 in het eerste elftal, tijdens een wedstrijd in de Ekstraklasa thuis tegen Jagiellonia Białystok (1–1). Hij groeide in de tweede seizoenshelft uit tot basisspeler. Zijn ploeggenoten en hij werden dat jaar tweede, achter Legia Warschau. Na een elfde plaats in het seizoen erna, werd Kamiński in 2021/22 voor het eerst in zijn carrière landskampioen. Hij droeg hier aan bij met onder meer negen doelpunten en acht assists.
Kamiński verruilde Lech Poznań in juli 2022 voor VfL Wolfsburg. Hier werd hij meteen een vaste naam in de basis.

## Interlandcarrière
Kamiński maakte deel uit van verschillende Poolse nationale jeugdselecties. Hij speelde hier mee niet mee op eindtoernooien. Kamiński debuteerde op 5 september 2021 in het Pools voetbalelftal. Bondscoach Paulo Sousa gaf hem toen een basisplaats in een met 1–7 gewonnen WK-kwalificatiewedstrijd in en tegen San Marino. Bondscoach Czesław Michniewicz nam Kamiński een jaar later mee naar het WK 2022. Hierop speelde hij in alle vier de wedstrijden voor de Polen.

## Erelijst
| Kampioen Ekstraklasa | 1x | 2021/22 |

1 Grabara ·
2 Fischer ·
3 Bornauw ·
4 Koulierakis ·
5 Zesiger ·
6 Vranckx ·
9 Amoura ·
10 Nmecha ·
11 Tomás ·
12 Pervan ·
13 Rogério ·
14 Białek ·
16 Kamiński ·
17 Behrens ·
18 Vavro ·
19 Majer ·
20 Baku ·
21 Mæhle ·
22 Angely ·
23 Wind ·
24 Dárdai ·
27 Arnold  ·
29 Müller ·
30 Klinger ·
31 Gerhardt ·
32 Svanberg ·
39 Wimmer ·
40 Paredes ·
Coach: Hasenhüttl